# Neral (ort)
Neral är en ort i Indien.   Den ligger i distriktet Raigarh och delstaten Maharashtra, i den sydvästra delen av landet, 1 100 km söder om huvudstaden New Delhi. Neral ligger 46 meter över havet och antalet invånare är 16 060.
Terrängen runt Neral är platt åt nordost, men åt sydväst är den kuperad. Runt Neral är det tätbefolkat, med 331 invånare per kvadratkilometer. Närmaste större samhälle är Badlapur, 15,4 km norr om Neral. Omgivningarna runt Neral är en mosaik av jordbruksmark och naturlig växtlighet.